# Marlene Deluxe
Marlene Deluxe (* 1. Juni 1963 in Berlin) ist eine deutsche Drag Queen und Unternehmerin, die sich unter anderem als Autorin, Moderatorin und Modedesignerin betätigt.

## Leben
Die ehemalige Wahl-Frankfurterin Marlene Deluxe trat durch ihre Sendung Hottest beim hessischen Sender Planet Radio in Erscheinung. Zuvor war sie Gastgeberin von Events, Szene- und Clubveranstaltungen. Neben einer eigenen Modelinie betreute sie exklusiv die VIP- und Guest Relations des Cocoon Club in Frankfurt am Main. Zusätzlich zu ihrer Funktion als Dame des Hauses zeigte Marlene gesellschaftliches Engagement als offizielle Botschafterin der AIDS-Hilfe Frankfurt und der jährlichen „Walk for Life“-Veranstaltung Lauf für mehr Zeit. Anfang 2010 zog sie zurück nach Berlin.
Sie ist Begründerin der Lebenshilfe-Kolumne Liebe Marlene in der Boulevardzeitung Bild am Sonntag. Im Rahmen der Aktion Frankfurt sammelt Frankfurt der Bild-Zeitung gibt es ein Sammelbild mit Marlene Deluxe als Motiv.
Als Gastgeberin der Gay Circus Night des Zirkus Charles Knie führt Marlene Deluxe das Publikum durch das abendliche Programm.
Seit 2013 betreut sie als Hausdame die beiden Berliner Theaterzelte Bar jeder Vernunft und des Tipi am Kanzleramt.